# Маилсон (футболист, 1996)
Маилсон Тенорио дос Сантос (порт. Mailson Tenório dos Santos; род. 20 августа 1996, Жирау-ду-Понсиану, Алагоас), более известен как Маилсон (порт. Mailson) — бразильский футболист, вратарь саудовского клуба «Аль-Таавун».

## Клубная карьера
Маилсон родился в городе Жирау-ду-Понсиану (штат Алагоас). Он занимался футболом в клубе «Сан-Домингос», пока в 2014 году не присоединился к молодёжной команде клуба «Спорт Ресифи». 4 апреля 2017 года Маилсон дебютировал в его основной команде, выйдя на поле в домашнем матче против «Салгейру», проходившем в рамках Лиги Пернамбукано и завершившемся со счётом 2:2.
Будучи переведённым в основной состав «Спорта Ресифи» на сезон 2018 года, 24 апреля Маилсон дебютировал в бразильской Серии А в домашней ничейной (1:1) игре с «Ботафого». Это произошло из-за травмы основного голкипера Маграна, а второй вратарь Аженор намеревался покинуть клуб. 23 мая Маилсон продлил свой контракт с клубом до 2021 года, сыграв всего 13 матчей в Серии A. «Спорт Ресифи» же по итогам чемпионат вылетел в Серию B.
Маилсон начал сезон 2019 года в качестве основного вратаря команды, выиграв таким образом конкуренцию у Маграна, который впоследствии покинул клуб. 16 сентября он продлил свой контракт до 2022 года. Однако в октябре Маилсон получил травму, из-за которой выбыл из игры до конца года.
По возвращении Маилсон уступил место основного голкипера Луану Полли, с которым он потом, однако, всё-таки регулярно менялся на протяжении всего сезона.
22 июля 2022 года Маилсон подписал трёхлетний контракт с саудовским клубом «Аль-Таавун».

## Личная жизнь
Младший брат Маилсона Денивал также является футбольным вратарём и воспитанником «Спорта Ресифи».